# Almora (zespół muzyczny)
Almora – turecki zespół muzyczny założony w Stambule w 2001 przez Sonera Canözera, grający folk metal, gothic metal, metal symfoniczny, oraz power metal. W 2002 grupa wydała swój pierwszy album o nazwie Gates of Time, gdzie swojego sopranu, oraz skrzypiec użyczyła w gościnnym występie Nihan Tahtaipleyen. W następnym roku Almora nagrała kolejny album – Kalihora's Song. Trzeci album o nazwie Shehrâzad wywołał pozytywne reakcje na całym świecie. Gazeta Milliyet i magazyn Blue Jean okrzyknęli go jednym z pięciu najlepszych albumów rockowych w Turcji. W 2006 zespół wydał swój czwarty album studyjny o nazwie 1945, gdzie swojego tenoru użyczył turecki śpiewak operowy Hakan Aysev. W 2008 ukazał się piąty album Almory, zatytułowany Kıyamet Senfonisi. Gościnnie wystąpił na nim rockowy muzyk Ogün Sanlısoy.

## Albumy studyjne i single wydane w Turcji
- Gates of Time (album) – 2002
- Standing Still & Cyrano (singiel) – 2002
- Kalihora's Song (album) – 2003
- Shehrazad (album) – 2004
- 1945 (album) – 2006
- "Cehennem Geceleri – Hell Nights" (singiel) – 2007
- Kıyamet Senfonisi – The Symphony of Judgement (album) – 2008

## Albumy wydane za granicą
- Gates of Time / Meksyk (Moon Records) – 2007
- 1945 / Meksyk (Moon Records) – 2006
- 1945 / Japonia (M&I Records) – 2006
- Kalihora's Song – Meksyk (Moon Records) – 2006
- Shehrazad – Meksyk (Moon Records) – 2006
- Shehrazad – Japonia (M&I Records) – 2005

## Teledyski
- Shehrazad – 2004
- Cehennem Geceleri – Hell Nights – 2007
- Su Masalı – The River's Tale – 2008
- Kıyamet Senfonisi Albüm Kayıt Belgeseli – 2008
- Tılsım – Talisman – 2008